# 히로시마 전철 우지나선
히로시마 전철 우지나 선(広島電鉄宇品線)은 히로시마 전철이 보유한 궤도 노선이다. 도중의 히로시마 전철 본사 앞에 차고가 있다. 우지나 3초메로부터 우지나 5초메간의 안전지대가 짧은 전차 정류장이 있어, 연접차(3량,5량 편성의 차량)에서는 도어가 홈에 걸리지 않는 차량이 있다.

## 노선 정보
- 노선 거리(영업 킬로)：5.7km
- 궤간：1435mm
- 전차 정류장수：20(종점 포함한다. 가미야초니시 제외)
- 복선 구간：전선
- 전철화 구간：전선(직류 600V)

## 운행 형태
이하의 계통이 운행되고 있다.
■1호선
- 원칙으로 히로시마역 - 핫초보리 - 가미야초히가시 - 시청 - 히로시마 전철 본사 앞 - 미나미 6초메 - 히로시마 항의 계통으로 운행
- 우지나선을 통과하는 구간은 가미야초히가시 - 히로시마 항간
- 원칙,3·5연접의 전철로 운행된다.
- 아침·저녁은 1차량도 운행된다.

■3호선
- 원칙으로 니시히로시마 역 - 도카이치 - 가미야초니시 - 시청 - 히로시마 전철 본사 앞 - 미나미 6초메 - 히로시마 항의 계통으로 운행(평일 아침/저녁은 미야지마 선 직통 있음)
- 우지나선을 통과하는 구간은 가미야초니시 - 히로시마 항간
- 원칙,1차량으로 운행된다.
- 평일의 아침 출퇴근 시간시에는 3연접의 전철도 운행된다.

■5호선
- 원칙으로 히로시마 역 - 마토바초 - 히지야마시타 - 미나미 6초메 - 히로시마 항의 계통으로 운행
- 우지나선을 통과하는 구간은 미나미 6초메 - 히로시마 항간
- 아침 출퇴근 시간시에 미나미마치 6초메 발 히로시마역 행이 되는 전철, 심야의 히로시마역 발 최종편은 미나미마치 6정목 행이 되는 전철이 있다.
- 평소 1차량의 전철로 운행된다. 평일의 출퇴근 시간시에는 3량 또는 5량 연접의 전철도 운행된다.

■7호선
- 원칙으로 요코가와 역 - 도카이치 - 가미야초니시 - 시청 - 다카노바시 - 히로시마 전철 본사 앞(행선지의 표기는 히로덴 앞)의 계통으로 운행(평일 아침 1편만 요코가와→가미야초→히로시마 전철 본사 앞→히로시마 항)
- 우지나선을 통과하는 구간은 가미야초니시 - 히로시마 전철 본사 앞간
- 원칙,1차량으로 운행된다.
- 평일의 출퇴근 시간시에는 3연접의 전철도 운행된다.

## 역사
- 1912년 11월 23일 가미야초 - 다카노바시 - 미유키바시간이 개통.
- 1915년 4월 8일 전매국 앞(폐지) - 우지나구치(현재의 모토우지나구치)간이 개통. 현재의 루트와는 다르게, 우지나 지구 서쪽의 제방 가를 통과하는 루트였다. 미유키바시 - 전매국 앞 간은 도보 연락.
- 1919년 5월 25일 미유키바시 - 전매국 앞(후에 폐지)간이 개통. 도보 연락 해소.
- 1935년 12월 27일 전매국 앞 - 우지나구치간 루트 변경. 현재의 우지나 거리를 지나는 루트가 된다.
- 1951년 4월 1일 우지나구치 - 우지나(초대)간이 개통.
- 1967년 10월 1일 우지나 전차 정류장(2대째)이전. 0.2km 연장.
- 2001년 4월 10일 히로시마 역 앞 - 혼도리간의 운임을 기간 한정으로 120엔에 가격 인하(당초의 반년간의 예정을 1년간으로 연장해 2002년 4월 9일까지 실시되었다).
- 2001년 11월 1일 히로시마 다이가쿠마에, 우지나구치, 우지나 전차 정류장의 명칭을 각각 일본 적십자사 병원 앞, 모토우지나구치, 히로시마 항으로 변경.
- 2002년 8월 31일 우지나 5초메 전차 정류장 - 가이간도리 전차 정류장간의 경륜장 입구(임시)전차 정류장을 폐지해, 가이간도리 전차 정류장을 0.1km 우지나 5초메 가까이에 이전.
- 2003년 3월 29일 히로시마 항 전차 정류장(3대째·현재의 전차 정류장)이전. 0.2km 연장.

## 전차 정류장
※ 전 정류장 히로시마현 히로시마시에 소재.
| 역 번호 | 정류장 명              | 정류장 일어명  | 역간 거리 | 영업 거리 | 운행 계통 | 운행 계통 | 운행 계통 | 운행 계통 | 운행 계통 | 운행 계통 | 운행 계통 | 운행 계통 | 접속 노선                                                      | 소재지   |
| ------- | ---------------------- | -------------- | --------- | --------- | --------- | --------- | --------- | --------- | --------- | --------- | --------- | --------- | -------------------------------------------------------------- | -------- |
| M9      | 가미야초히가시         | 紙屋町東       | -         | 0.0       |           |           |           |           |           |           |           |           | 히로시마 전철 본선 히로시마 고속 교통 아스트램 선 (겐초마에역) | 나카구   |
| M9      | 가미야초니시           | 紙屋町西       | -         | 0.0       |           |           |           |           |           |           |           |           | 히로시마 전철 본선 히로시마 고속 교통 아스트램 선 (겐초마에역) | 나카구   |
| U1      | 혼도리                 | 本通           | 0.2       | 0.2       |           |           |           |           |           |           |           |           | 히로시마 고속 교통 아스트램 선 (혼도리 역)                     | 나카구   |
| U2      | 후쿠로마치             | 袋町           | 0.3       | 0.5       |           |           |           |           |           |           |           |           |                                                                | 나카구   |
| U3      | 주덴마에               | 中電前         | 0.3       | 0.8       |           |           |           |           |           |           |           |           |                                                                | 나카구   |
| U4      | 시야쿠쇼마에           | 市役所前       | 0.3       | 1.1       |           |           |           |           |           |           |           |           |                                                                | 나카구   |
| U5      | 다카노바시             | 鷹野橋         | 0.4       | 1.5       |           |           |           |           |           |           |           |           |                                                                | 나카구   |
| U6      | 닛세키뵤인마에         | 日赤病院前     | 0.2       | 1.7       |           |           |           |           |           |           |           |           |                                                                | 나카구   |
| U7      | 히로덴혼샤마에         | 広電本社前     | 0.4       | 2.1       |           |           |           |           |           |           |           |           |                                                                | 나카구   |
| U8      | 미유키바시             | 御幸橋         | 0.2       | 2.3       |           |           |           |           |           |           |           |           |                                                                | 나카구   |
| U9      | 미나미마치로쿠초메     | 皆実町六丁目   | 0.5       | 2.8       |           |           |           |           |           |           |           |           | 히로시마 전철 미나미 선                                        | 미나미구 |
| U10     | 히로다이후조쿠갓코마에 | 広大附属学校前 | 0.3       | 3.2       |           |           |           |           |           |           |           |           |                                                                | 미나미구 |
| U11     | 겐뵤인마에             | 県病院前       | 0.3       | 3.5       |           |           |           |           |           |           |           |           |                                                                | 미나미구 |
| U12     | 우지나니초메           | 宇品二丁目     | 0.3       | 3.8       |           |           |           |           |           |           |           |           |                                                                | 미나미구 |
| U13     | 우지나산초메           | 宇品三丁目     | 0.2       | 4.0       |           |           |           |           |           |           |           |           |                                                                | 미나미구 |
| U14     | 우지나욘초메           | 宇品四丁目     | 0.4       | 4.4       |           |           |           |           |           |           |           |           |                                                                | 미나미구 |
| U15     | 우지나고초메           | 宇品五丁目     | 0.2       | 4.7       |           |           |           |           |           |           |           |           |                                                                | 미나미구 |
| U16     | 가이간도리             | 海岸通         | 0.5       | 5.1       |           |           |           |           |           |           |           |           |                                                                | 미나미구 |
| U17     | 모토우지나구치         | 元宇品口       | 0.3       | 5.4       |           |           |           |           |           |           |           |           |                                                                | 미나미구 |
| U18     | 히로시마 항 (우지나)   | 広島港（宇品） | 0.5       | 5.9       |           |           |           |           |           |           |           |           |                                                                | 미나미구 |

## 참고 문헌
- 「히로덴이 달리는 마을 지금과 옛날」(JTB퍼블리싱)